# 前橋聖マッテア教会英語夜学校
前橋聖マッテア教会英語夜学校（まえばしせいまってあきょうかいえいごやがっこう）は、明治時代に群馬県前橋市の前橋聖マッテア教会に開設された聖公会系の学校である。山村暮鳥が学んだことで知られる。

## 概要・歴史
群馬県の前橋中学校（旧制）の英語教師として赴任した米国聖公会の宣教師H. S. ジェフリー（H.S.Jeffreys）は、聖書を学びたい生徒のために聖書クラスを始めることを計画する。
1889年（明治22年）2月24日の聖マッテヤ日に、ジェフリーは群馬県前橋市で家庭集会を開き、宣教を開始するが、これは聖書を学びたいと希望する学生が多かったことから、ジェフリーは礼拝を守り人々への説教を行う決心をして、自宅で集会を開くようになった集会だった。
同1889年（明治22年）10月に、伝道師の大生閑太郎が日本人として最初に赴任し、合わせて、立教学校（現・立教大学）教授の根岸由太郎も通訳者として伝道を支援した。
2年後の1891年（明治24年）に前橋聖公堂（現・前橋マッテア教会）が成立する。
ジェフリーが前橋中学校を去ると、J. L. パットン（J. L. Patton）が派遣され、当地での定期的な宣教活動が定着し、その後、J. アンブラー（J.Ambler）、次いでアイザック・ドーマンが引き継いだ。
1897年（明治30年）にドーマンは、前橋市に英語夜学校を開設する。
1901年（明治34）年1月には、前橋聖公堂（現・前橋聖マッテア教会）に英語夜学校が開設され、山村暮鳥は開設と同時にこの夜学校に通った。
1902年（明治35年）に、前橋聖公堂は前橋聖マッテア教会と改称された。